# 오산항 (울진군)
오산항(烏山港)은 경상북도 울진군 매화면 오산리에 있는 어항이다. 1999년 3월 1일 국가어항으로 지정되었다. 관리청은 해양수산부 동해어업관리단, 시설관리자는 울진군수이다.
이 항은 북쪽에 등대가 있는 진미말의 남측. 만입된 곳에 위치하고 있으며, 태백산맥의 험준한 산세를 끼고 있어서 동서간의 인적 물적 교류가 드문 반면 남북으로는 국도가 이어져 있어 교통이 원활하다. 어업인구는 180여명, 어선 34척이 조업하고 있으며 주요 어종은 오징어 꽁치 대게 가자미 등이다.

## 어항 연혁
- 울진은 신라시대에 '간진'이라 부른 후 삼국통일시대 김유신 장군에 의해 '울진'으로 바꿔 부르게 되었다. 일제 시대에 항으로써의 기록은 없으나 정어리 가공공장이 있었던 것으로 전해진다.
- 오산항은 위치적으로 태백산맥의 험준한 산세를 끼고 있어서 동서간의 인적, 물적 교류가 드문 반면 남북으로는 국도가 이어져 있어 교통이 원활하다. 또한 본 항은 1992년 기본시설에 대한 계획을 수립하고 1993년 개발에 착수했으며 1996년 항내매몰방지대책을 수립한 후 2002년 해안침식방지대책을 수립했다.[1]

## 어항 구역
본 항의 어항구역은 다음과 같다.
- 수역: 북방파제 외측 시점에서 N45。E 방향 30m 점을 기점으로 하여 정동으로 500m 해상점과 이점에서 정남으로 1,445m 해상점으로부터 정서로 육지부를 연결하는 선내의 공유수면[2]
- 육역: 경상북도 울진군 원남면 오산리 1048-1 외 9필지(상세내역은 생략)[3]

## 개발 계획
2007년 1월 29일 변경고시된 개발계획은 다음과 같다.
- 북방파제 670m, 남방파제 465m, 방사제 375m, 물양장 330m, 호안 45m, 선양장 30m, 해안 보호공 130m, 이안제 280, 준설 41.2천m3

## 주요 어종
오산항을 이용하는 어선들이 주로 잡는 어종으로는 광어, 가자미, 방어, 오징어, 고등어, 꽁치, 문어, 멍게다.

## 여행 정보
- 오산항 앞바다에는 다양한 어종이 고루 분포하고 있는데 특히 꽁치는 담백하면서도 싱싱하다. 갓 잡은 생선으로 만들어 먹는 자연산 회 또한 일품이다. 어민들의 따뜻한 마음과 동해바다의 시원한 파도는 매년 관광객과 스쿠버 다이버들의 발걸음을 오산항으로 돌리게 한다.[5]
- 성류굴
- 불영사계곡
- 망양정